# نپرس، نگو

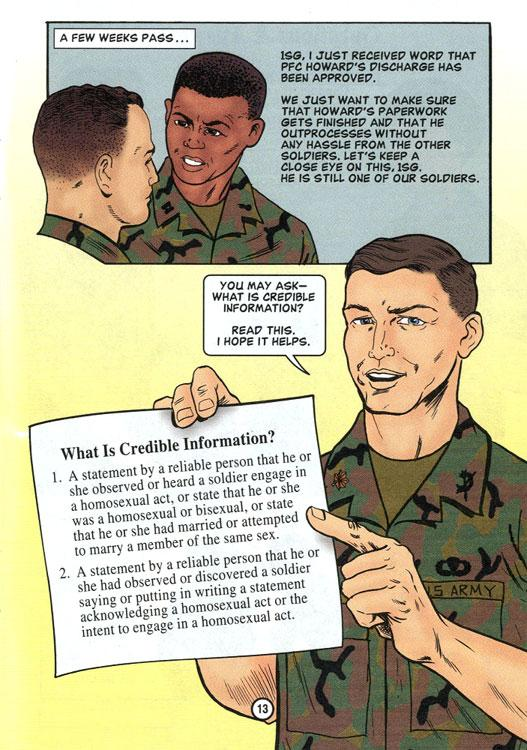
تصویری از یکی از صفحات راهنمای آموزش ارتش ایالات متحده آمریکا، قبل از ابطال قانون «نپرس، نگو» که به سیاست ارتش در مورد روابط همجنس‌گرایانه پرداخته است. در این دستورالعمل رسمی، آن‌چه می‌تواند به اطلاعات معتبر در مورد تمایلات همجنس‌گرایانه در نظر گرفته شود، توضیح داده شده‌است.

«نپرس، نگو» (به انگلیسی: Don't ask, don't tell) نام قانونی در ایالات متحده آمریکا بود که در سال ۱۹۹۳ میلادی، با تصویب مجلس سنای آمریکا و امضای رئیس‌جمهور آمریکا به صورت قانون درآمد و نهایتاً در تاریخ ۱۹ دسامبر ۲۰۱۰ میلادی، به وسیله مجلس سنای ایالات متحده آمریکا باطل شد. بر طبق این قانون، حضور نظامیان همجنس‌گرا یا دوجنس‌گرا در نیروهای نظامی ایالات متحده آمریکا، در صورت فاش‌شدن تمایلات همجنس‌خواهانه آنان ممنوع می‌گردید.
پس از تصویب شدن این قانون در سال ۱۹۹۳ میلادی، پنتاگون طی بخشنامه‌ای به تمامی پرسنل نظامی ایالات متحده آمریکا هشدار داد در صورتی که گرایش جنسی همجنس‌گرایانه دارند و آن را علنی کنند، از ارتش اخراج خواهند شد. هم‌چنین از افسران خواسته شد که در مورد گرایش جنسی پرسنل سؤال نکنند.

## اختلافات قانونی
اختلافاتی در مورد این قانون بین دادگاه فدرال آمریکا و پنتاگون وجود دارد که در نهایت منجر به صدور رای توقف این قانون توسط دادگاهی فدرال شد.

## ابطال قانون
در تاریخ ۱۹ دسامبر ۲۰۱۰ میلادی، با رای مجلس سنای ایالات متحده آمریکا، حضور همجنس‌گرایان در نیروهای نظامی ایالات متحده آمریکا مجاز شد. قانون نپرس، نگو با رای موافق ۶۵ عضو سنا و به رغم مخالفت ۳۱ سناتور عضو حزب جمهوری‌خواه باطل شد.